# تشارلز ريزنر
تشارلز ريزنر (بالإنجليزية: Charles Reisner)‏ هو كاتب سيناريو ومخرج وممثل أمريكي، ولد في 14 مارس 1887 في الولايات المتحدة، وتوفي بنفس المكان في 24 سبتمبر 1962 بسبب نوبة قلبية.

## أعمال

### أفلام
- (1918) حياة كلب
- (1919) الجانب المشرق
- (1919) يوم المتعة
- (1921) الطفل
- (1923) الحاج
- (1928) ستيمبوت بيل جونيور
- (1929) منوعات هوليوود المسرحية 1929

## وصلات خارجية
- تشارلز ريزنر على موقع IMDb (الإنجليزية)
- تشارلز ريزنر على موقع ألو سيني (الفرنسية)
- تشارلز ريزنر على موقع أول موفي (الإنجليزية)
- تشارلز ريزنر على موقع قاعدة بيانات الأفلام السويدية (السويدية)
- تشارلز ريزنر على موقع قاعدة بيانات الفيلم (الإنجليزية)
- تشارلز ريزنر على موقع كينوبويسك (الروسية)